# نادي تيماء
نادي تيماء السعودي هو أحد أندية الدرجة الثالثة في محافظة تيماء بمنطقة تبوك.